# Pocket Gamer
Pocket Gamer est un site web existant en version anglaise et en version francophone créé en 2005. Il se spécialise dans l'actualité du jeu vidéo sur supports mobiles (smartphones et tablettes tactiles).
The Guardian publie régulièrement une liste des jeux recommandés par le site dans son quotidien.

## Historique
En octobre 2007, le site a édité un magazine, Pocket Gamer Guide to Mobile Games, promu par T-Mobile et tiré à 150 000 exemplaires au Royaume-Uni.
La version française du site est sortie en octobre 2008.
En août 2010, le site a fusionné avec JMobil, alors numéro deux du marché.

## Pocket Gamer Awards
Chaque année, Pocket Gamer remet des récompenses au meilleur jeu.
Pocket Gamer Awards 2010
- Jeu iPhone de l'année - Choix des lecteurs : N.O.V.A. Near Orbit Vanguard Alliance
- Jeu mobile de l'année - Choix des lecteurs : Gish Mobile
- Jeu portable de l'année - Choix des lecteurs : Little Big Planet (PlayStation Portable)

Pocket Gamer Awards 2011
- Jeu iPhone de l'année - Choix des lecteurs

1. Fruit Ninja
2. Infinity Blade
3. Cut the Rope

- Jeu iPad de l'année - Choix des lecteurs

1. TowerMadness HD
2. Angry Birds HD
3. Plantes contre zombies HD

- Jeu mobile de l'année - Choix des lecteurs

1. Angry Birds (Android)
2. Guns'n'Glory (Android)
3. ilomilo (Windows Phone 7)

- Jeu PSP et DS de l'année - Choix des lecteurs

1. Pokémon Or HeartGold et Argent SoulSilver (Nintendo DS)
2. God of War: Ghost of Sparta (PlayStation Portable)
3. Metal Gear Solid: Peace Walker (PlayStation Portable)

Pocket Gamer Awards 2012
- Choix de la rédaction
  - Jeu de l'année : Jetpack Joyride
  - Développeur de l'année : Halfbrick Studios
  - Jeu le plus innovant : Superbrothers: Sword & Sworcery EP (iOS)
  - Meilleur jeu d'action/arcade : Jetpack Joyride (iOS)
  - Meilleur jeu casual/puzzle : Jetez-vous à l'eau ! (iOS)
  - Meilleur jeu d'aventure/RPG : The Legend of Zelda: Ocarina of Time 3D (Nintendo 3DS)
  - Meilleur jeu de stratégie/simulation : Les Aventuriers du rail (iPad)
  - Meilleur de jeu de sport/conduite : DrawRace 2 HD (iOS)
  - Meilleur jeu iPhone/iPod Touch : Jetpack Joyride
  - Meilleur jeu iPad : Superbrothers: Sword & Sworcery EP
  - Meilleur jeu Android : Karoshi
  - Meilleur jeu Xperia Play : Minecraft: Pocket Edition
  - Meilleur jeu Windows Phone : ilomilo
  - Meilleur jeu mobile : Carcassonne
  - Meilleur jeu 3DS : Pullblox
  - Meilleur jeu DS/DSi : Professeur Layton et l'Appel du Spectre
  - Meilleur jeu PSP : Patapon 3
- Choix des lecteurs :
  - Meilleur jeu iPhone/iPod Touch : Les Aventuriers du rail
  - Meilleur jeu iPad : Les Aventuriers du rail
  - Meilleur jeu Android : Cut the Rope
  - Meilleur jeu Xperia Play : Minecraft: Pocket Edition
  - Meilleur jeu Windows Phone : Angry Birds
  - Meilleur jeu mobile : Carcassonne
  - Meilleur jeu portable : Plantes contre zombies

Pocket Gamer Awards 2013
- Jeu de l'année : Plague Inc.
- Éditeur de l'année : Sega
- Développeur de l'année : Nintendo
- Jeu le plus innovant : The Walking Dead
- Meilleur jeu casual/puzzle : Scribblenauts Unlimited
- Meilleur jeu freemium : Plague Inc.
- Meilleur jeu de sport/conduite : Grand Theft Auto: Vice City
- Meilleur jeu de stratégie/simulation : Plague Inc.
- Meilleur jeu iOS : The Walking Dead
- Meilleur jeu Android : Plague Inc.
- Meilleur jeu 3DS / DS : Resident Evil: Revelations
- Meilleur jeu PS Vita : Little Big Planet
- Meilleur jeu Windows Phone : Sonic CD
- Meilleur jeu mobile : SoulCalibur Mobile

Pocket Gamer Awards 2014
- Jeu de l'année : Icebreaker: A Viking Voyage
- Éditeur de l'année : Nintendo
- Développeur de l'année : Telltale Games
- Jeu le plus innovant : Tearaway
- Meilleur jeu d'action/arcade : Limbo
- Meilleur jeu d'aventure RPG : Fire Emblem: Awakening
- Meilleur jeu de stratégie/simulation : XCOM: Enemy Unknown
- Meilleur jeu de sport/conduite : Asphalt 8: Airborne
- Meilleur jeu iOS : Icebreaker: A Viking Voyage
- Meilleur jeu Android : Asphalt 8: Airborne
- Meilleur jeu 3DS : The Legend of Zelda: A Link Between Worlds
- Meilleur jeu PS Vita : Terraria
- Meilleur jeu Windows Phone : Asphalt 8: Airborne

Pocket Gamer Awards 2015
- Jeu de l'année : Monument Valley
- Éditeur de l'année : Nintendo
- Développeur de l'année : Nitrome
- Jeu le plus innovant : Papers, Please
- Meilleur jeu d'action/arcade : Platform Panic
- Meilleur jeu d'aventure/RPG : The Banner Saga
- Meilleur jeu casual/puzzle : Threes!
- Meilleur jeu social/multijoueur : Hearthstone
- Meilleur jeu de sport/conduite : Ace Fishing: Wild Catch
- Meilleur de jeu stratégie/simulation : Kingdom Rush Origins
- Meilleur jeu iOS : Monument Valley
- Meilleur jeu Android : The Banner Saga
- Meilleur jeu 3DS : Super Smash Bros. for Nintendo 3DS
- Meilleur jeu PS Vita : Fez

Pocket Gamer Awards 2016
- Prix de l'année
  - Jeu de l'année
    1. Lara Croft Go
    2. The Room Three
    3. Lifeline

  - Éditeur de l'année
    1. Nintendo
    2. Square Enix
    3. Rovio Entertainment

  - Développeur de l'année
    1. Square Enix Montréal
    2. 11 bit studios
    3. Fireproof Games

  - Meilleur jeu iOS
    1. The Room Three
    2. Lara Croft Go
    3. Afterpulse

  - Meilleur jeu Android
    1. Lara Croft Go
    2. Lifeline
    3. AG Drive

  - Meilleur jeu 3DS
    1. Monster Hunter 4 Ultimate
    2. The Legend of Zelda: Majora's Mask 3D
    3. 3D Out Run

  - Meilleur jeu PS Vita
    1. Super Meat Boy
    2. Persona 4: Dancing All Night
    3. Grim Fandango Remastered
- Prix spéciaux 10ème Anniversaire « Légendes » (2006-2016)
  - Meilleur jeu
    1. Ridiculous Fishing
    2. Jetpack Joyride
    3. Plantes contre zombies
    4. Angry Birds Star Wars
    5. The Room Three
    6. Reset Generation
    7. Cut the Rope
    8. Monument Valley
    9. Flight Control
    10. Clash of Clans

  - Meilleur éditeur
    1. Gameloft
    2. Gamevil
    3. EA Mobile
    4. Nintendo
    5. Ubisoft
    6. Rovio Entertainment
    7. Microsoft Studios
    8. Activision Blizzard
    9. Glu Mobile
    10. Chillingo

  - Meilleur développeur
    1. Supercell
    2. Halfbrick Studios
    3. Fireproof Games
    4. ZeptoLab
    5. 11 bit studios
    6. Disney Mobile Studios
    7. Telltale Games
    8. Armor Games
    9. PopCap Games
    10. Vlambeer